# 18969 Valfriedmann
18969 Valfriedmann è un asteroide della fascia principale. Scoperto nel 2000, presenta un'orbita caratterizzata da un semiasse maggiore pari a 2,2868911 UA e da un'eccentricità di 0,0869450, inclinata di 2,78543° rispetto all'eclittica.